# Pierre-Simon Ballanche
Pierre-Simon Ballanche (Lyon; 1776 - 1847) fue un escritor y filósofo contrarrevolucionario francés, que elaboró una teología de progreso que tuvo considerable influencia en los círculos literarios franceses de comienzo del siglo XIX.
El espectáculo de ejecución de 700 personas, después del fracaso de la revuelta realista de 1793 en Lyon le dejó una honda impresión en su concepción pesimista de la vida. Trabajó como impresor durante unos años y en 1802 publica su primera obra Du sentiment considéré dans son rapport avec la littérature, una adaptación de Génie du christianisme de Chateaubriand.
La principal obra de Ballanche, que nunca remató, fue Essais de palingénésie, que intentaba narrar en forma poético-filosófica el pasado, presente o futuro de la Historia. Balanche afirma que el origen de la sociedad estaba en relación directa con el origen del lenguaje, y éste era una revelación directa de Dios y la humanidad tenía que pasar por tres fases: la caída de la perfección, el período de prueba y el renacimento final o retorno de la perfección.
- Datos: Q926609
- Multimedia: Pierre-Simon Ballanche / Q926609